# (6003) 1988 VO1
(6003) 1988 VO1 (1988 VO1, 1980 LQ, 1981 WF2) — астероїд головного поясу, відкритий 2 листопада 1988 року.
Тіссеранів параметр щодо Юпітера — 3,546.